# Gardon d'Alès
Pour les articles homonymes, voir Gardon.
Le Gardon d'Alès — du nom de Gardon, et du nom de la ville d'Alès qu'il arrose — est une rivière de France, dans le département du Gard et le département de la Lozère, sous-affluent du Rhône par le Gardon.

## Géographie
Après avoir parcouru 60,6 km et traversé la ville d'Alès, il conflue avec le Gardon d'Anduze et forme le Gardon. Le point de confluence se situe en amont de la commune de Ners, entre les deux communes de Cassagnoles et Vézénobres.
Cependant le SANDRE donne le Gardon d'Alès comme un affluent du Gardon. Après leur confluence, la rivière est appelée « Gard » ou « Gardon ».

## Affluents
Le Gardon d'Alès présente de nombreux affluents, parmi lesquels :
- le Galeizon (rive droite) ;
- l'Alzon (rive droite)[5] ;
- l'Avène (rive gauche).

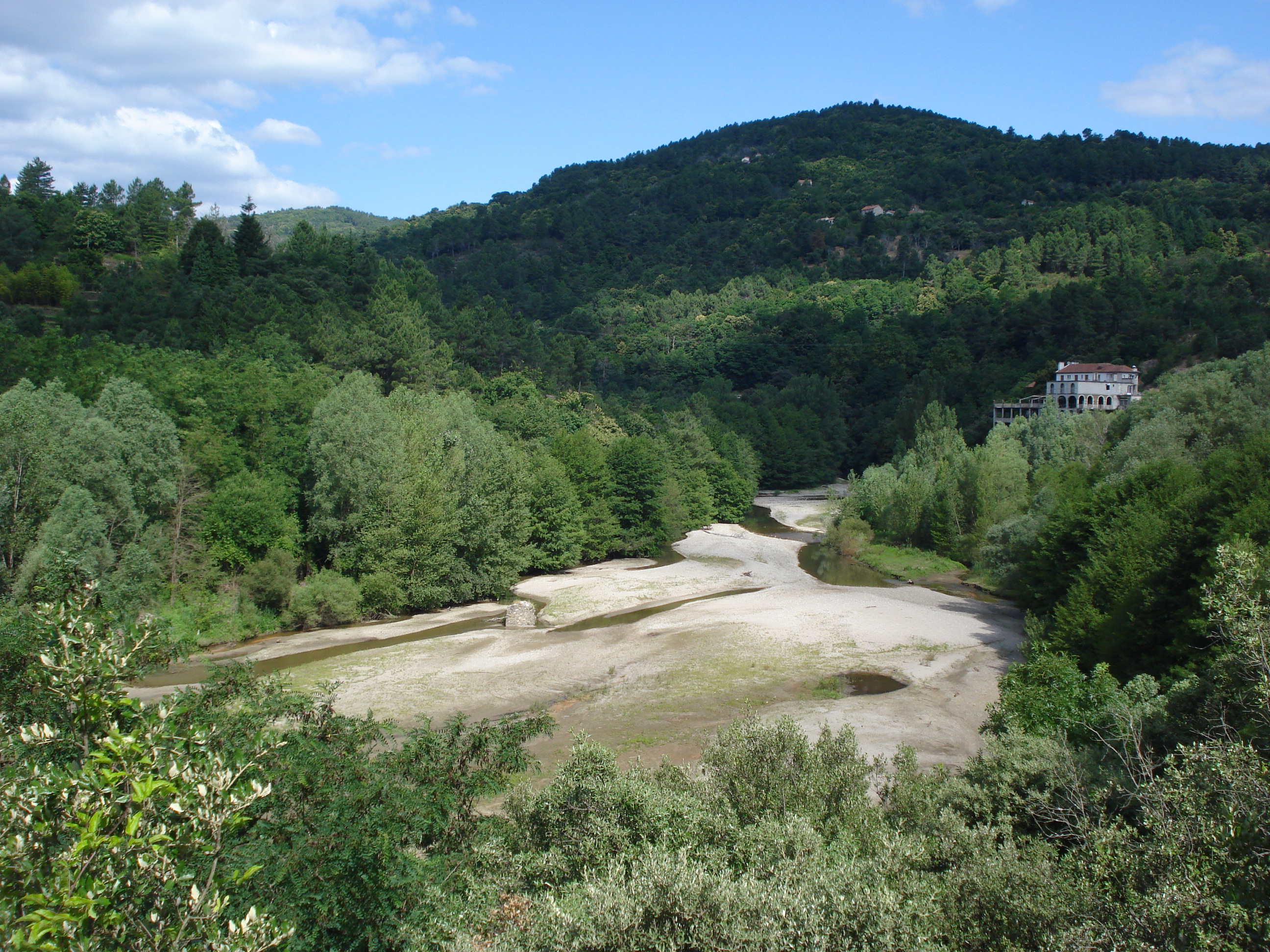
Gardon d'Alès près de Sainte-Cécile-d'Andorge.
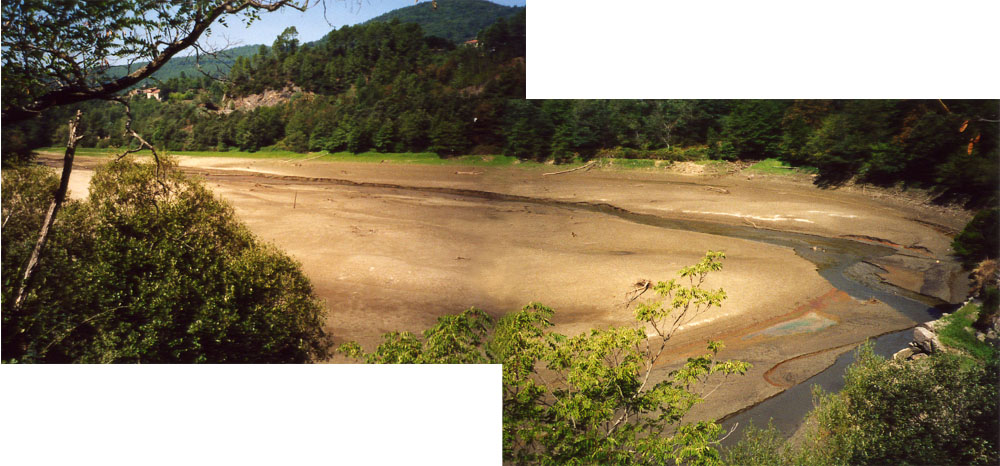
Le Gardon d'Alès presque à sec.
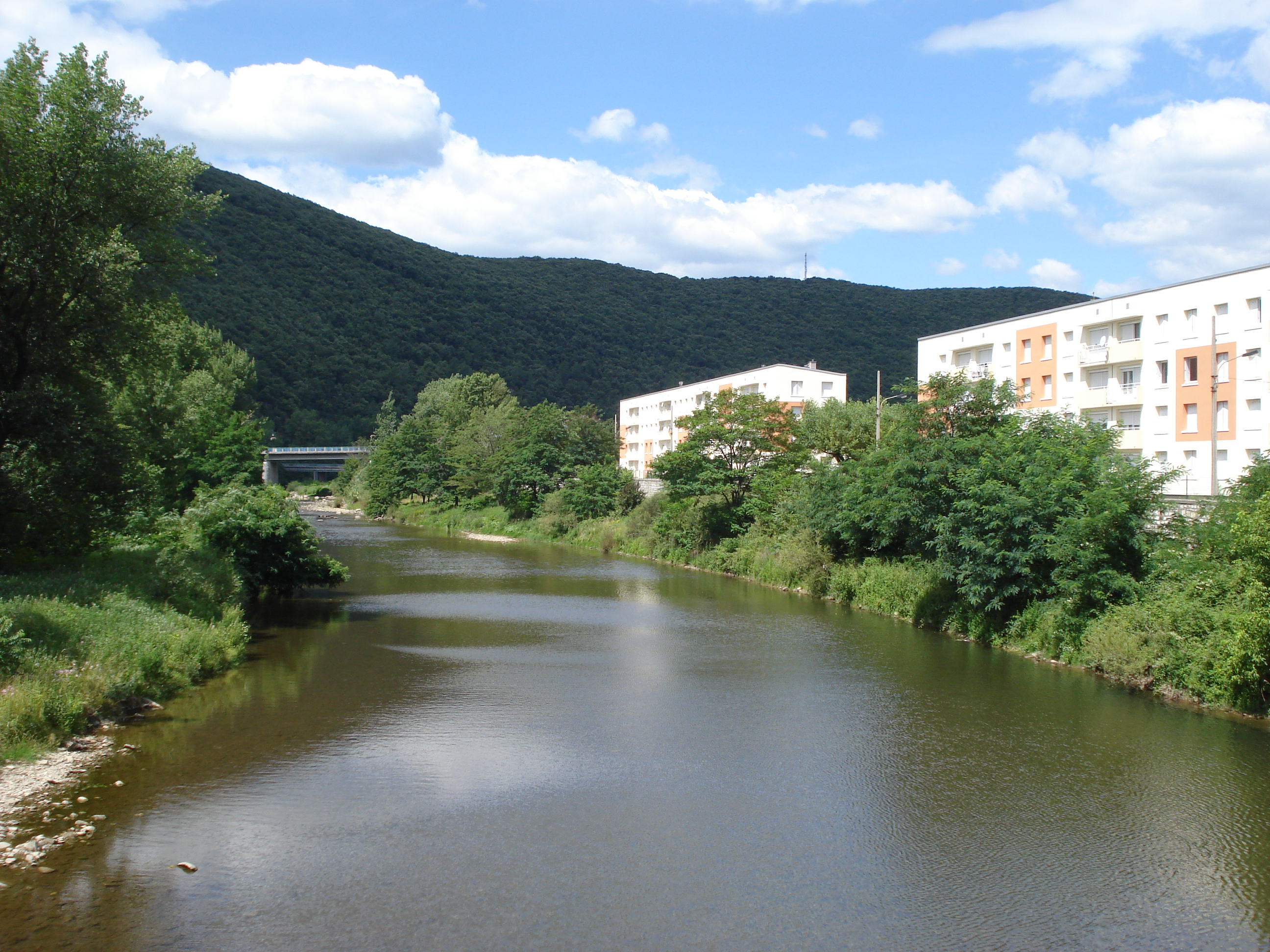
Gardon d'Alès à La Grand-Combe.
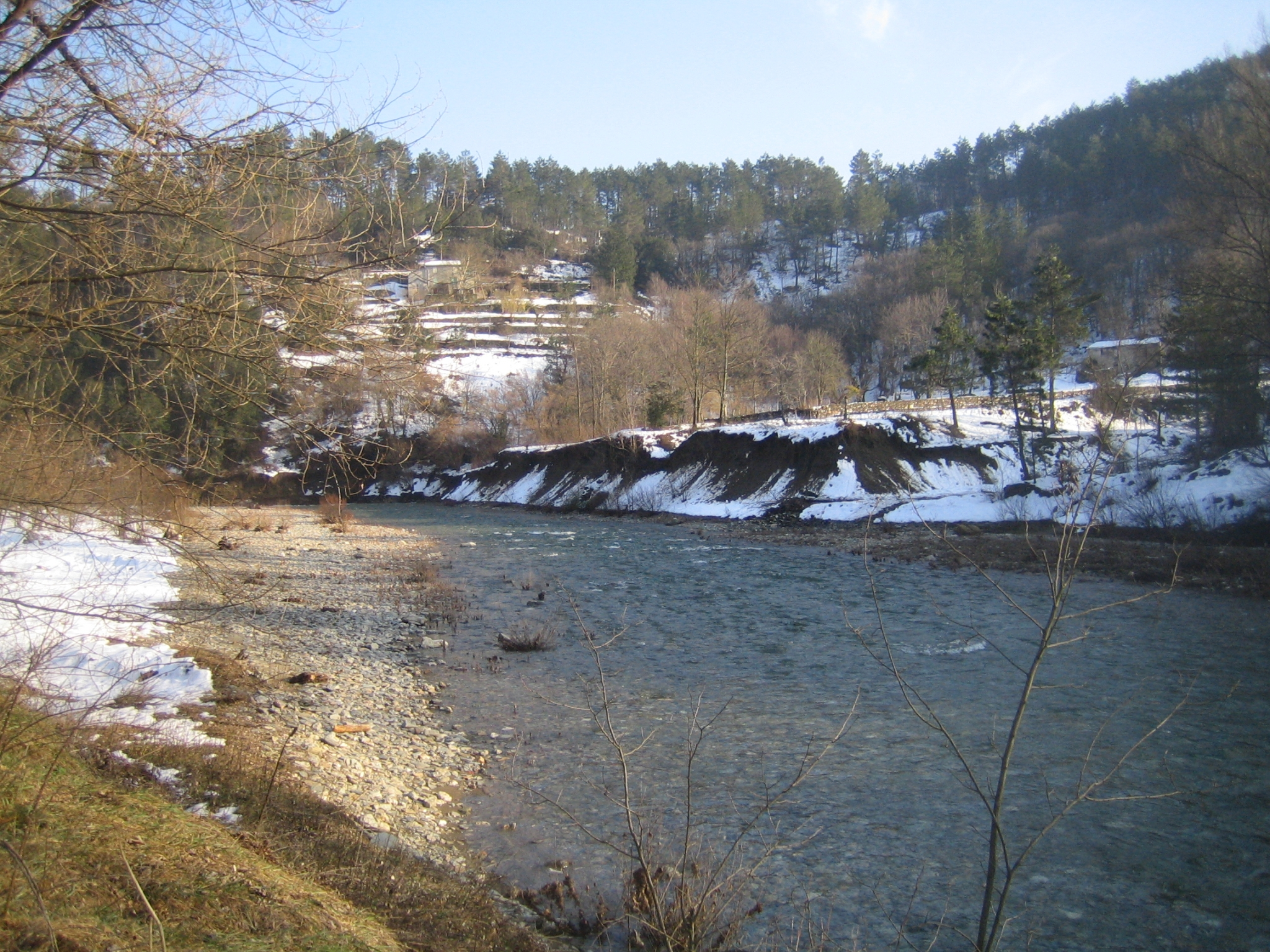
Gardon d'Alès au Collet-de-Dèze.

## Aménagements
Deux retenues artificielles sont construites sur le Gardon d'Alès, par le barrage de Sainte-Cécile-d'Andorge et par le barrage des Camboux.